# Verkündigung (Jan van Eyck)

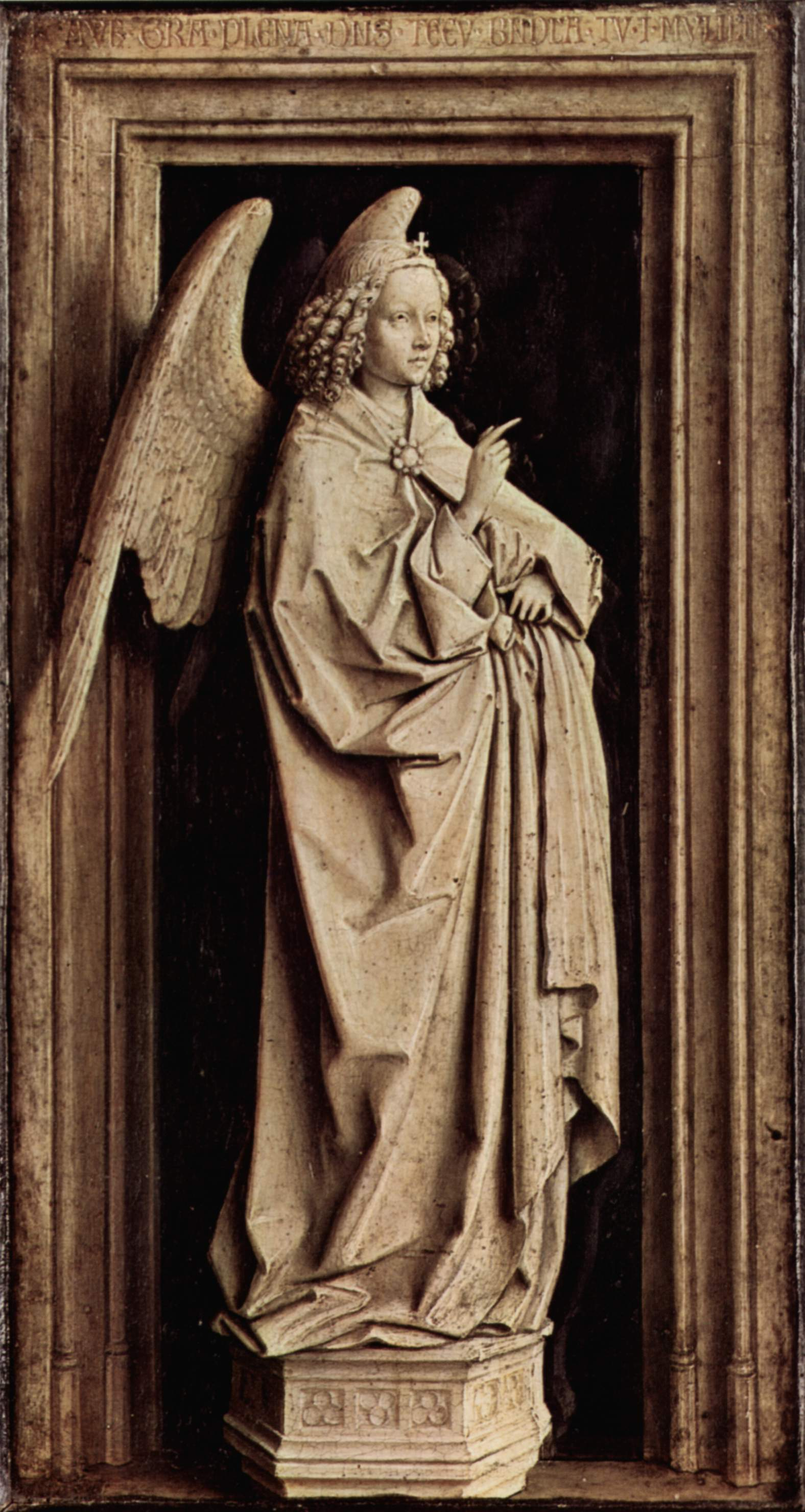
Der Erzengel Gabriel

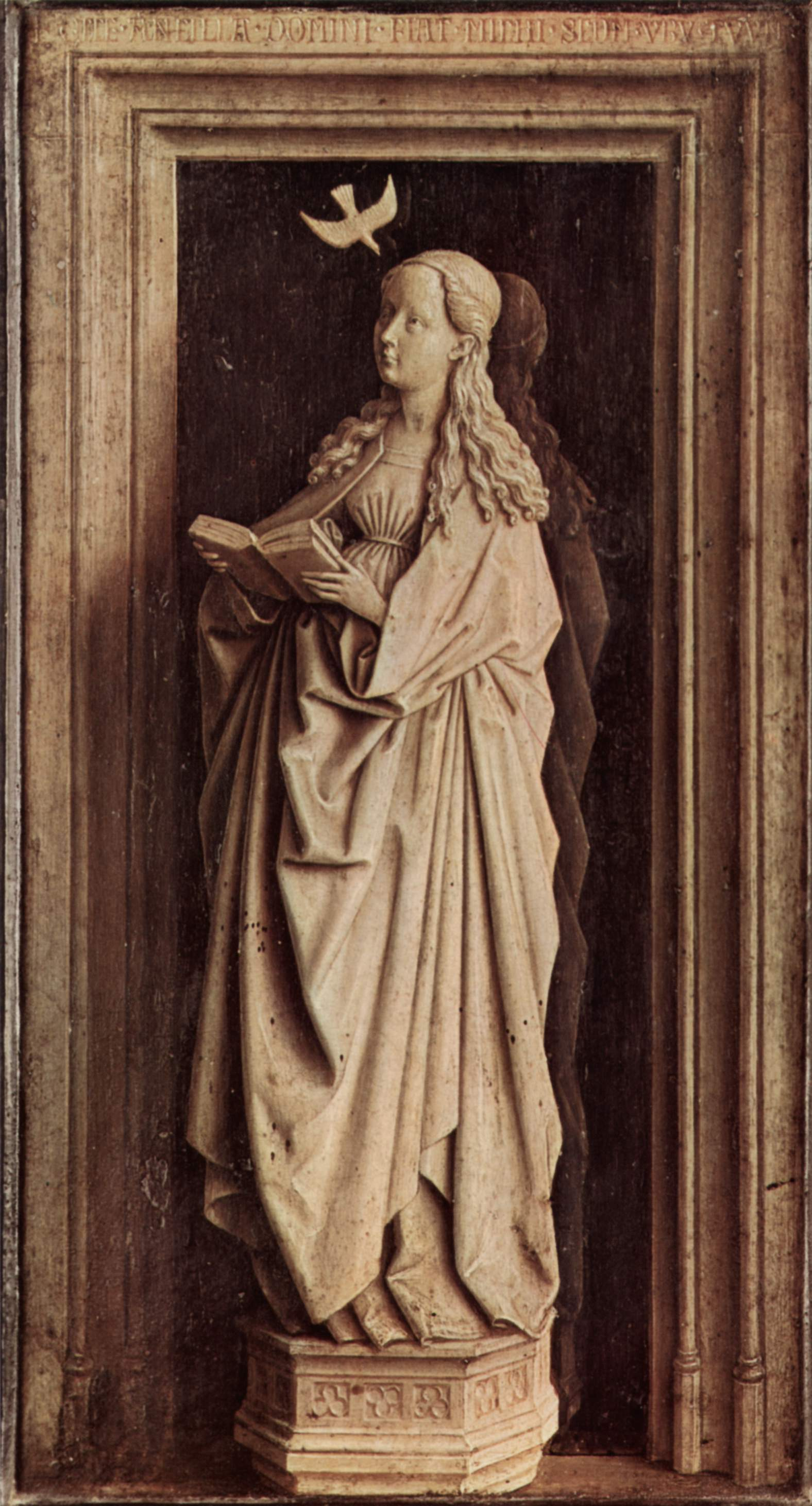
Maria mit Taube als Heiligen Geist

Die Verkündigung, auch Thyssen-Verkündigung, ist ein Diptychon von Jan van Eyck. Das mit Öl auf Holz gemalte Bild ist 39 × 48 cm groß. Es befindet sich in der Sammlung Thyssen-Bornemisza in Madrid.

## Bildmotiv
Dargestellt ist die Verkündigung der Geburt Jesu durch den Erzengel Gabriel an Maria. Beide erscheinen dem Betrachter als steinerne Skulpturen, die in flachen Nischen stehen, umgeben von einem beschrifteten, ebenfalls gemalten Rahmen. Die Figuren wirken durch die Anwendung von Licht und Schatten realistisch und plastisch und scheinen aus dem Bildrahmen herauszuragen, insbesondere durch die den Rahmen überschneidenden Flügel Gabriels und die hervorspringenden Sockel. Das Gemälde zählt zu den herausragenden Meisterwerken der altniederländischen Malkunst. Erwin Panofsky nannte es eine Symphonie in Marmor.

## Provenienz
Diese Verkündigung, die sich zuvor in einer französischen Privatsammlung befand, wurde 1933 vom jetzigen Eigentümer erworben.  

## Forschung
Kunsthistoriker begannen sich mit ihr zu befassen, nachdem sie 1934 von Max J. Friedländer erstmals als ein Werk von Van Eyck katalogisiert worden war. Seit diesem Zeitpunkt wurde die Zuschreibung nicht mehr in Frage gestellt.
Die Datierung ist jedoch weiterhin umstritten: Das Gemälde wird mit anderen Werken des Künstlers in Verbindung gebracht, wie dem Dresdner Triptychon und der Heiligen Barbara im Königlichen Museum der Schönen Künste in Antwerpen, beide aus dem Jahr 1437, aber auch mit der Jungfrau mit Kind am Brunnen von 1439, ebenfalls in Antwerpen.
Die beiden Tafeln, die das Diptychon bilden, lassen sich in eine Gruppe von kleinformatigen Werken für die private Andacht einordnen. Das Thema der Verkündigung aus dem Lukasevangelium wird durch die Inschriften an den oberen Rändern des fiktiven Steinrahmens hervorgehoben, die den ersten und letzten Satz des Dialogs zwischen Maria und dem Erzengel wiedergeben. Über den Erzengel hat der Künstler die Anrede Gabriels an Maria gemalt: „Gegrüßt seist du, die du hochbegabt bist, der Herr ist mit dir“, und über Maria: „Siehe, die Magd des Herrn, mir geschehe nach deinem Wort“. Van Eycks Rahmen enthalten häufig eigenhändige Inschriften, die sich auf das Thema des Gemäldes beziehen. Diese fiktiven Rahmen wurden vom Künstler selbst gemalt, um einen Trompe-l'oeil-Effekt zu erzielen und mit den Leisten um die Tafeln herum zu interagieren. Mit solchen Rahmen imitiert der Künstler eine Vielzahl von Materialien, wie hier, wo sie Stein imitieren, in den die Inschriften eingemeißelt zu sein scheinen.